# José Benito Lamas
José Benito Lamas Regueira (Montevideo, 12 de gener de 1787 – ibídem, 6 de maig de 1857) va ser un sacerdot catòlic uruguaià i vicari apostòlic de Montevideo entre 1854 i 1857.

## Biografia
Nascut a Montevideo, Lamas era net d'avis gallecs. El seu germà, Luis María Lamas, va ser president interí de l'Uruguai el 1855.
El seu successor, Jacinto Vera y Durán, va ser l'últim vicari apostòlic de l'Uruguai i el primer bisbe de Montevideo.